# Malavath Purna

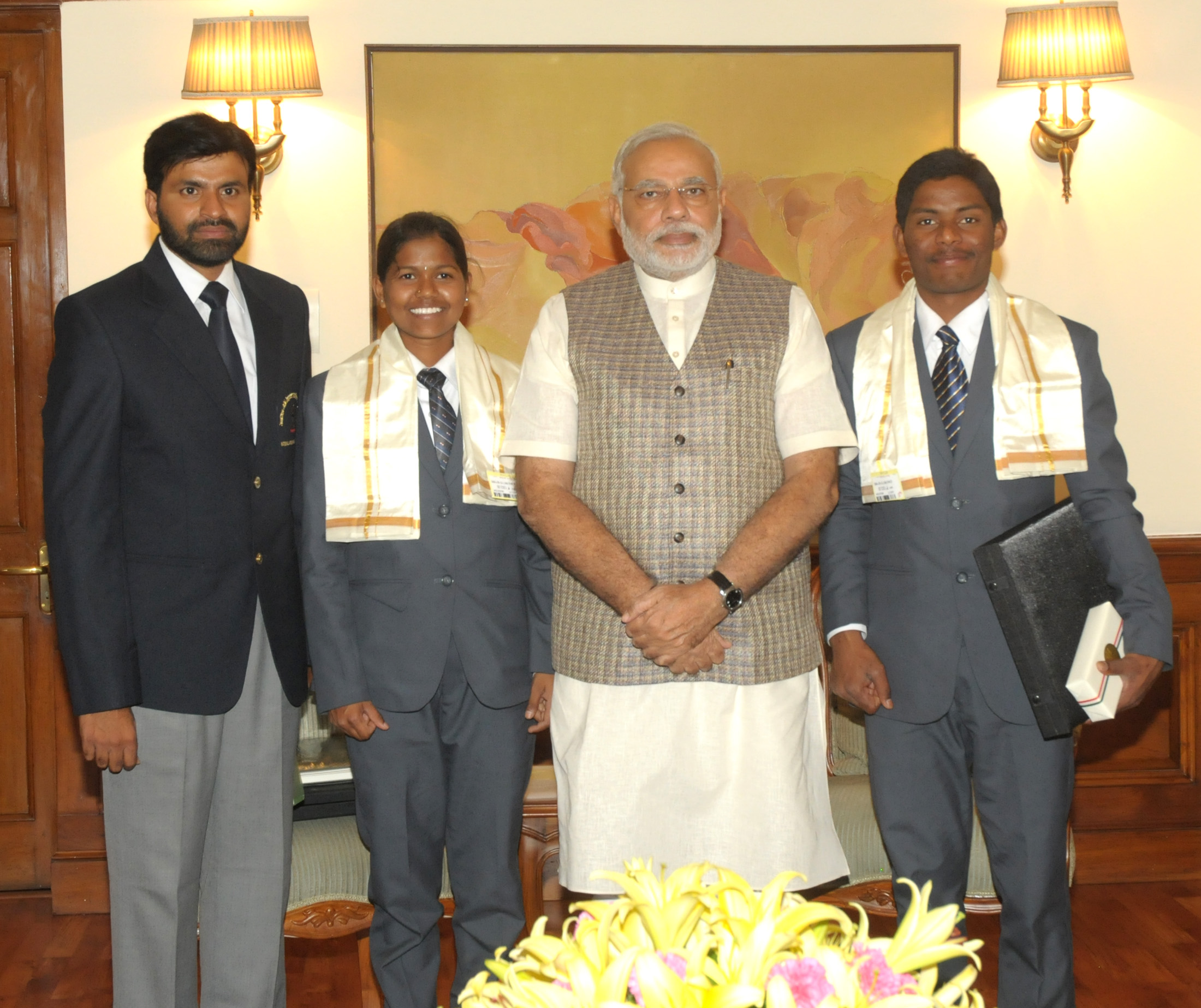
Die jugendlichen Bergsteiger Malavath Purna (2. von links) und Anand Kumar (rechts) mit ihrem Trainer Shekhar Babu (links) und dem indischen Premierminister Narendra Modi (2014)

Malavath Purna (auch Malavath Poorna; * 10. Juni 2000) ist eine indische Bergsteigerin. Am 25. Mai 2014 erstieg Purna über die tibetische Nordroute den höchsten Punkt des Mount Everest und wurde damit im Alter von 13 Jahren und 11 Monaten zum jüngsten Mädchen der Welt auf dem Gipfel des Berges. Damit ist sie, nach Jordan Romero, der den Gipfel mit 13 Jahren und 10 Monaten erklomm, die zweitjüngste Person, die bisher den Gipfel bestieg. Am 15. August 2016 bestieg sie den Kilimandscharo um die Verfilmung ihrer Biografie Poorna zu bewerben. Am 27. Juli 2017 erklomm sie Mt. Elbrus, den höchsten Gipfel Russlands und Europas. Damit hat sie drei der Seven Summits bestiegen.